# Pikelinia
Pikelinia là một chi nhện trong họ Filistatidae.